# La Flèche Wallonne 2015
79. edycja wyścigu kolarskiego La Flèche Wallonne odbyła się 22 kwietnia 2015 i liczyła 205,5 km. Start wyścigu miał miejsce w Waremme, a meta w Mur de Huy. Wyścig figurował w rankingu światowym UCI World Tour 2015.

## Uczestnicy
Na starcie wyścigu stanęły 25 ekipy. Wśród nich znalazło się wszystkie siedemnaście ekip UCI World Tour 2015 oraz osiem innych zaproszonych przez organizatorów. 
Lista drużyn uczestniczących w wyścigu:
| Numery  | Kod | Drużyna                |
| ------- | --- | ---------------------- |
| 1-8     | MOV | Movistar Team          |
| 11-18   | TCG | Team Cannondale-Garmin |
| 21-28   | EQS | Etixx-Quick Step       |
| 31-38   | AST | Pro Team Astana        |
| 41-48   | SKY | Team Sky               |
| 51-58   | BMC | BMC Racing Team        |
| 61-68   | KAT | Team Katusha           |
| 71-78   | TTS | Team Tinkoff-Saxo      |
| 81-88   | TRE | Trek Factory Racing    |
| 91-98   | LAM | Lampre-Merida          |
| 101-108 | ALM | Ag2r-La Mondiale       |
| 111-118 | LTS | Lotto Soudal           |
| 121-128 | EUC | Team Europcar          |

| Numery  | Kod | Drużyna             |
| ------- | --- | ------------------- |
| 131-138 | LTJ | Team Lotto NL-Jumbo |
| 141-148 | OGE | Orica GreenEDGE     |
| 151-158 | GIA | Team Giant-Alpecin  |
| 161-168 | FDJ | FDJ.fr              |
| 171-178 | IAM | IAM Cycling         |
| 181-188 | TSV | Topsport Vlaanderen |
| 191-198 | COF | Cofidis             |
| 201-208 | WGG | Wanty-Groupe Gobert |
| 211-218 | MTN | MTN-Qhubeka         |
| 221-228 | BSE | Bretagne-Séché      |
| 231-238 | ROO | Team Roompot        |
| 241-248 | UHC | Unitedhealthcare    |

## Klasyfikacja generalna

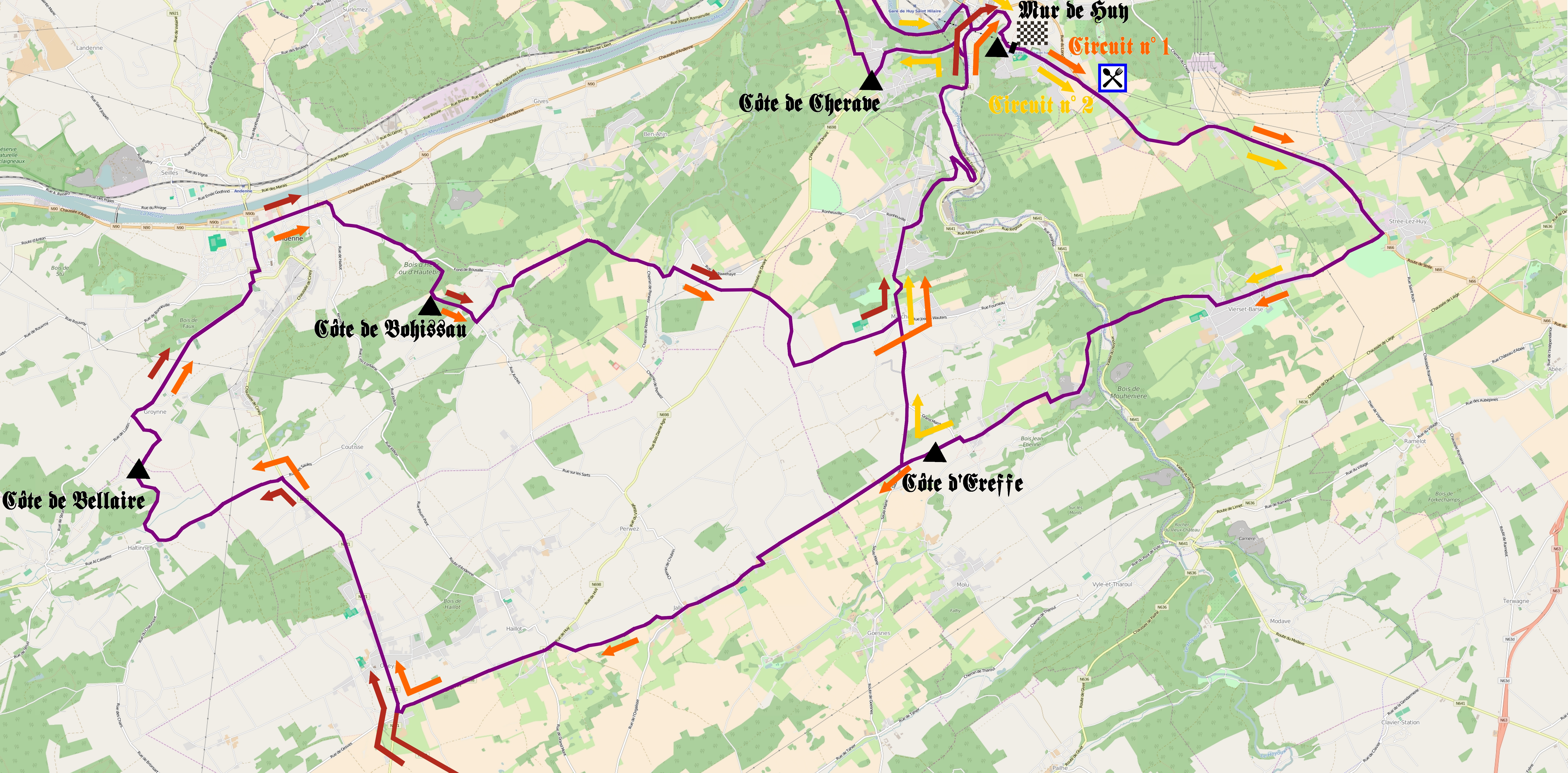

| M-ce | Imię i nazwisko    | Kraj       | Drużyna                | Czas       |
| ---- | ------------------ | ---------- | ---------------------- | ---------- |
| 1.   | Alejandro Valverde | Hiszpania  | Movistar Team          | 5h 08' 22" |
| 2.   | Julian Alaphilippe | Francja    | Etixx-Quick Step       | + 0"       |
| 3.   | Michael Albasini   | Szwajcaria | Orica-GreenEDGE        | + 0"       |
| 4.   | Joaquim Rodríguez  | Hiszpania  | Team Katusha           | + 0"       |
| 5.   | Daniel Moreno      | Hiszpania  | Team Katusha           | + 0"       |
| 6.   | Alexis Vuillermoz  | Francja    | Ag2r-La Mondiale       | + 4"       |
| 7.   | Sergio Henao       | Kolumbia   | Team Sky               | + 4"       |
| 8.   | Jakob Fuglsang     | Dania      | Pro Team Astana        | + 4"       |
| 9.   | Tom-Jelte Slagter  | Holandia   | Team Cannondale-Garmin | + 4"       |
| 10.  | Wilco Kelderman    | Holandia   | Team Lotto NL-Jumbo    | + 4"       |
|      |                    |            |                        |            |
| 33.  | Michał Kwiatkowski | Polska     | Etixx-Quick Step       | + 38"      |
| 82.  | Rafał Majka        | Polska     | Tinkoff-Saxo           | + 3' 33"   |